# Frederik Michael Krabbe
Frederik Michael Krabbe (født 28. maj 1725 i Esrum, død 25. oktober 1796 i Skælskør) var en dansk søofficer og fabrikmester (direktør) på Orlogsværftet.
Han var søn af regimentskvartermester Hans Krabbe (d. 1725) og Margrethe Eleonore f. Klein (1689-1761), blev født i Esrum 28. maj 1725; efter faderens død flyttede moderen først til Aalborg, senere til Bornholm for der at blive hjulpet af sin svoger generalmajor Niels West, som var kommandant og amtmand på øen. Den unge Krabbe, der levede under meget små kår, nåede ved andres understøttelse at blive søkadet 1741 og fik, da han viste ualmindelige evner i matematik, privat undervisning af den bekendte kommandør Wegersløff. 1749 blev han sekondløjtnant og gjorde et togt til Norge. På den daværende chef for Holmen, admiral Ulrik Frederik Suhms anbefaling bestemtes han ved sin hjemkomst tillige med løjtnant F.C. Kaas til at studere skibsbyggeri, hvorfor de begge ansattes som auskultanter i Konstruktionskommissionen og tillige erholdt undervisning af fabrikmester Diderik de Thurah. 1752-56 foretog de samlet en studierejse til England, Frankrig og Italien, sidstnævnte sted for at gøre sig bekendt med konstruktionen af galejer. Efter tilbagekomsten ledede de i fællesskab konstruktionen af en fregat, til dels bygget efter nye principper, men endnu inden denne var færdig, forlod Kaas skibsbyggeriet for at slå ind på andre baner. 1758, da de Thurah afgik fra fabrikmesterembedet på Holmen, overtog Krabbe denne post, som han beklædte indtil 1772. Under denne virksomhed konstruerede han 12 linjeskibe og 7 fregatter foruden en del mindre skibe, som alle var gode, om end ikke fostre af geni, med undtagelse af tredækkeren Christianus VII, en af Marinens største orlogsmænd; denne kolos viste sig ganske forfejlet og blev aldrig brugt; tillige indførte han en del forbedringer ved skibenes hovedreparationer og dokning. Under den sidste del af sin virksomhed stilledes han dog en del i skygge af den talentfulde Henrik Gerner, som han selv fra 1764 havde oplært, men som snart overfløj ham som videnskabelig konstruktør. Krabbe blev i dette tidsrum karakteriseret 1760 som kaptajn, 1767 som kommandørkaptajn. 1772 aftrådte Krabbe fra sit embede, der overtoges af Gerner, og blev 2. civildeputeret i Admiralitets- og Kommissariatskollegiet (1778 1. civildeputeret); som sådan fik han sæde i forskellige vigtige kommissioner, hvor han lagde stor arbejdsdygtighed og teknisk indsigt for dagen, men tillige megen utilbøjelighed til at foretage raske beslutninger; det skyldtes således væsentlig ham, at der ikke med kraft blev taget fat på anlægget af ordentlige søforter, uagtet der netop på den tid (1774) var megen stemning for et sådant foretagende. 1774 blev Krabbe kammerherre, 1781 hvid ridder og gehejmeråd, samme år 1. deputeret i Kommissariatskollegiet. Da Admiralitets- og Kommissariatskollegierne 1784 samledes til et enkelt kollegium, blev Krabbe deputeret i dette; men allerede året efter trak han sig tilbage fra forretningerne og bosatte sig i Skælskør, hvor han henlevede resten af sit liv i ro, beskæftiget med at skrive og udgive sin selvbiografi. Han døde her 25. oktober 1796.
Krabbe kom i et slags modsætningsforhold til Henrik Gerner, for hvis fortjenstfuldhed han hverken kunne eller ville have åbent øje. Over for Struensee var han en forsigtig, men dog ret energisk modstander. Da denne styrtedes, forsøgte han sammen med Peter Frederik Suhm at få dannet en forfatning, hvortil Suhm leverede udkastet; men planen blev dog hurtig forpurret af Ove Høegh-Guldberg.
Krabbe var 3 gange gift: 1. gang (1759) med Cæcilie Andrea f. Bille (1742-1764), datter af kontreadmiral Daniel Ernst Bille; 2. gang (1766) med Christiane Charlotte f. Charisius (1738-1771), datter af konferensråd Constantin August Charisius til Constantinsborg; 3. (1772) med Edel Margrethe f. Sehested (født 1749, død før 1827), datter af oberstløjtnant A. Sehested til Broholm. I andet ægteskab blev han fader til Hans Krabbe-Carisius.